# Даттон, Чарльз Стэнли
Чарльз Стэнли Даттон (англ. Charles Stanley Dutton; род. 30 января 1951[…], Балтимор) — американский актёр театра, кино и телевидения, режиссёр.

## Биография
Чарльз Стэнли Даттон родился 30 января 1951 года в Балтиморе. Мать свою он не знал, отец был дальнобойщиком. Будучи «трудным ребёнком», Даттон не окончил даже среднюю школу, а избрал карьеру боксёра, взяв себе прозвище Рок. Впрочем, уже в возрасте 17 лет ей пришёл конец: в уличной драке Даттон случайно убил своего противника, за что был приговорён к семи с половиной годам тюрьмы. Отсидев, Даттон почти сразу снова попал за решётку, на этот раз за незаконное хранение огнестрельного оружия, получив три года. Отбывая второй срок, Даттон угодил на шесть дней в одиночную камеру за нарушение режима. Туда разрешалось взять одну книгу, и это по случайности оказался сборник пьес чернокожих литераторов. Пьесы произвели на Даттона огромное впечатление, выйдя из «одиночки», он немедленно предложил организовать при тюрьме драматический театральный кружок, администрация согласилась при условии, что он получит полное среднее образование. Даттон так и сделал, а после освобождения даже поступил в Университет Таусона, а затем в Йельскую школу драмы.
В 1983 году впервые появился на театральных подмостках, в 1985 году состоялся дебют актёра в кино и на телевидении, в 1997 году он впервые выступил как режиссёр. В итоге к 2013 году Чарльз Даттон сыграл роли в более чем сотне фильмов и сериалов, стал режиссёром 5 телефильмов и 9 эпизодов двух сериалов.
С 1989 по 1994 год был женат на известной актрисе Дебби Морган (развод).

## Избранные награды и номинации
С полным списком кинематографических наград и номинаций Чарльза Даттона можно ознакомиться на сайте IMDb
- 1993 — «Сатурн» в категории «Лучший актёр второго плана» за роль в фильме «Чужой 3» — номинация.
- 1994 — NAACP Image Award в категории «Лучший актёр в комедийном сериале» за роль в сериале «Рок» — победа.
- 1995 — Прайм-таймовая премия «Эмми» в категории «Лучший актёр в мини-сериале или телефильме» за роль в фильме «Уроки фортепиано»[англ.] — номинация.
- 1996 — «Золотой глобус» в категории «Лучший актёр в мини-сериале или телефильме» за роль в фильме «Уроки фортепиано» — номинация.
- 1999 — Кинофестиваль «Аутфест» — Награда жюри фестиваля в категории «Лучший актёр в полнометражном фильме» за роль в фильме «Слепая вера»[англ.].
- 1999 — Прайм-тайм премия «Эмми» в категории «Лучший приглашённый актёр в драматическом сериале» за роль в сериале «Тюрьма Оз» — номинация.
- 2000 — Прайм-тайм премия «Эмми» в категории «Лучшая режиссура в мини-сериале или телефильме» за мини-сериал «Угол»[англ.] — победа.
- 2001 — «Чёрная бобина» в категории «Лучший режиссёр (кабельное ТВ)» за мини-сериал «Угол» — победа.
- 2002 — Прайм-тайм премия «Эмми» в категории «Лучший приглашённый актёр в драматическом сериале» за роль в сериале «Практика» — победа.
- 2003 — Прайм-тайм премия «Эмми» в категории «Лучший приглашённый актёр в драматическом сериале» за роль в сериале «Без следа» — победа.
- 2003 — «Чёрная бобина» в категории «Лучший актёр второго плана (кабельное ТВ)» за роль в фильме «10 000 чернокожих по имени Джордж» — победа.
- 2003 — NAACP Image Award в категории «Лучший актёр в телефильме, мини- или драматическом сериале» за роль в фильме «10 000 чернокожих по имени Джордж» — победа.
- 2004 — NAACP Image Award в категории «Лучший актёр в телефильме, мини- или драматическом сериале» за роль в фильме «Вашингтонский снайпер: 23 дня страха» — победа.
- 2007 — Награда Гильдии режиссёров Америки в категории «Лучшая режиссура в телепродукции» за эпизод сериала «Узнай врага» — номинация.
- 2010 — «Чёрная бобина» в категории «Лучший актёр второго плана» за роль в фильме «Американский бархат»[англ.] — номинация.

## Избранная фильмография
С 1985 по 2016 Даттон снялся примерно в 110 фильмах и сериалах.
| - 1985 — Кошачий глаз / Cat’s Eye — Дом - 1986 — Никакой пощады / No Mercy — сержант Сэнди - 1988 — Крокодил Данди 2 / «Crocodile» Dundee II — Лерой Браун - 1989 — Стилет / Jacknife — Джейк, ветеран Вьетнамской войны, бывший лидер штурмовой группы - 1990 — Вопросы и ответы / Q&A — детектив Сэм Чапман, убийца - 1991 — Миссисипская масала / Mississippi Masala — Тайрон Уильямс - 1992 — Чужой 3 / Alien 3 — Леонард Диллон, заключённый-священник на планете-тюрьме Фиорина-161 - 1992 — Достопочтенный джентльмен / The Distinguished Gentleman — Элайджа Хокинс - 1993 — Угроза обществу / Menace II Society — мистер Батлер - 1993 — Руди / Rudy — Фортьюн, садовник - 1994 — Награда победителю — жизнь / Surviving the Game — Уолтер Коул - 1994 — Пропавшие миллионы / A Low Down Dirty Shame — Ротмиллер - 1995 — Два цвета времени / Cry, the Beloved Country — Джон Кумало - 1995 — Семь / Seven — полицейский (в титрах не указан) - 1995 — В последний момент / Nick of Time — Хьюи, чистильщик обуви - 1996 — Последний танец / Last Dance — Джон Генри Риз (в титрах не указан) - 1996 — Время убивать / A Time to Kill — шериф Оззи Уоллс - 1996 — Садись в автобус / Get on the Bus — Джордж, водитель автобуса и организатор поездки - 1997 — Мутанты / Mimic — Леонард - 1998 — Чёрный пёс / Black Dog — агент Аллен Форд - 1999 — Колесо фортуны / Cookie’s Fortune — Уиллис Ричленд - 1999 — Паутина лжи / Random Hearts — Элси - 2002 — Детоксикация / D-Tox — Хендрикс - 2003 — Готика / Gothika — доктор Дуглас Грей - 2004 — Наперекор судьбе / Against the Ropes — Феликс Рейнолдс - 2004 — Тайное окно / Secret Window — Кен Карш, частный детектив - 2004 — Творение Господне / Something the Lord Made — Уильям Томас - 2005 — Зрелищный бунт в Лос-Анджелесе / The L.A. Riot Spectacular — мэр - 2007 — Третий гвоздь / The Third Nail — Сидни Вашингтон - 2007 — Бар «Медонос» / Honeydripper — Макео - 2008 — Американский бархат / American Violet — преподобный Сандерс - 2008 — Экспресс / The Express — Вилли «Попс» Дэвис, дедушка Эрни Дэвиса - 2009 — Слава / Fame — мистер Джеймс Дауд - 2010 — Легион / Legion — Перси Уокер - 2012 — Урок от дяди Винсента / LUV — мистер Кофилд - 2012 — Крутой чувак / Bad Ass — «Пантера» - 2012 — Не святой / Least Among Saints — Джордж, полицейский - 2014 — Андроид-полицейский / Android Cop — майор Джекобс | - 1985, 1986 — Полиция Майами / Miami Vice — разные роли (в 2 эпизодах) - 1988 — Убийство Мэри Фаган / The Murder of Mary Phagan — Джим Конли - 1991—1994 — Рок / Roc — Рок Эмерсон, мусорщик (в 72 эпизодах) - 1995 — Уроки фортепиано / The Piano Lesson — Бой Уилли - 1997 — Настоящие женщины / True Women — Джозайа - 1997 — Впервые осуждённый / First Time Felon — заключённый (в титрах не указан) - 1998 — Тюрьма Оз / Oz — профессор Альва Кейс (в 1 эпизоде) - 1999 — Паника в Нью-Йорке / Aftershock: Earthquake in New York — Брюс Линкольн, мэр Нью-Йорка - 2001 — Клан Сопрано / The Sopranos — офицер Леон Уилмор (в эпизоде Another Toothpick) - 2002, 2003 — Без следа / Without a Trace — Чет Коллинс (в 2 эпизодах) - 2003 — Вашингтонский снайпер: 23 дня страха / D.C. Sniper: 23 Days of Fear — шеф полиции Чарльз Муз - 2004 — Творение Господне / Something the Lord Made — Уильям Томас - 2005 — Секс в другом городе / The L Word — доктор Бенджамин Брэдшо (в 4 эпизодах) - 2005—2006 — Предел / Threshold — Дж. Т. Бейлок (в 13 эпизодах) - 2006, 2007 — Доктор Хаус / House — Родни Форман (в 2 эпизодах) - 2011 — Американская история ужасов / American Horror Story — детектив Гренджер (в 2 эпизодах) - 2012—2014 — Лонгмайер / Longmire — детектив Фэйлс (в 6 эпизодах) - 2013 — Последний час / Zero Hour — Отец Микл (в 6 эпизодах) - 1997 — Впервые осуждённый / First Time Felon - 2000 — Угол / The Corner (6 эпизодов) - 2004 — Наперекор судьбе / Against the Ropes - 2006 — Узнай врага / Sleeper Cell (3 эпизода) |